# Gary Entin
Gary Entin (Miami, 10 dicembre 1985) è un attore e regista statunitense.
È conosciuto principalmente per il ruolo di Paul Stanton ne Il risveglio delle tenebre. In seguito ha recitato in Whore, The New Daughter, Devolved, Seconds Apart e Love or Whatever.
Ha debuttato alla regia nel 2006 con il cortometraggio Simple Joys, seguito nel 2013 da Geography Club e nel 2014 da My Eleventh.
Ha un gemello, Edmund Entin, apparso in diversi suoi film e ha una relazione con Meaghan Jette Martin una delle attrici del suo film Geography Club.

## Filmografia

### Attore
- Rest Stop, regia di John Shiban (2006)
- Il risveglio delle tenebre, regia di David L. Cunningham (2007)
- Whore, regia di Thomas Dekker (2008)
- The New Daughter, regia di Luis Berdejo (2009)
- Seconds Apart, regia di Antonio Negret (2011)

### Regista
- Simple Joys (2006)
- Geography Club (2013)
- My Eleventh (2014)